# Platydesmus lankesteri
Platydesmus lankesteri är en mångfotingart som beskrevs av Henri W. Brölemann 1905. Platydesmus lankesteri ingår i släktet Platydesmus och familjen Platydesmidae. Inga underarter finns listade i Catalogue of Life.